# Huamancantac
Huamancantac (también como: Guamancantac, Guamancanfac, Vuamancantac o Vamancantac) fue considerado el dios del guano por los diversos pueblos ubicados en las zonas costeras del antiguo Perú.

## Etimología
No se tiene conocimiento preciso acerca del significado del nombre Huamancantac. A pesar de ello, su nombre posee un término quechua: Huaman (halcón).
Respecto al término Cantac o Canfac, según el etnohistoriador Marco Curatola Petrocchi, dicho término se asemeja a Camac (creador, hacedor, el que anima y/o otorga la vida). Por lo tanto, Huamancantac se puede entender como "el que anima a los halcones".

## Representación
Se conoce que Huamancantac fue una huaca, mas no se conocen detalles acerca de su aspecto. Sin embargo, vale la pena mencionar que, pese a ser un dios asociado al guano y a las aves guaneras, su nombre posee el término quechua: Huamán (halcón). Por lo tanto, es posible que Huamancantac fuese representado por un ave de rapiña.

## Función
La función de Huamancantac era la de proveer el guano para aquellos que se lo implorasen.
Antes de recibir el dichoso guano, las personas que imploraban el favor de Huamancantac tenían que arriesgarse a navegar en sus embarcaciones hacia la isla de la divinidad. Una vez en dicho lugar, se le ofrendaba para que la divinidad permitiese extraer los preciados sustratos. Las deyecciones de las aves guaneras eran utilizadas con fines agrícolas.
En su obra La extirpación de la idolatría en el Perú, el padre Arriaga ofrece más detalles al respecto: 

«Y en el pueblo de Huacho quando ivan por el Huano a las Islas, que son los farallones de Huaura, hazían vn sacrificio derramando chicha en la playa, para que no les trastornasen las balsas, precediendo dos días de ayuno, y quando llegaban a la Isla, adoravan a la Huaca, Huamancántac como al señor de Huano, y le ofrecían las ofrendas para que les dexase tomar el Huano, y en llegando de buelta al puerto ayunavan dos días, y luego baylavan, cantavan, y bevían.»
La extirpación de la idolatría en el Perú, Capítulo V

## Características de su culto

### Las Huacas y el culto a los muertos
En una carta de la Provincia del Perú, de 1613, del Archivo de la Compañía de Jesús, en Roma, se describen algunos ritos y creencias recogidas en la ciudad de Huacho. Según dicha fuente, los pueblos costeros tenían como creencia que la morada de las almas yacía en aquellos lugares donde se encontraban las huacas que particularmente adoraban.
La misma fuente se vale de la figura del dios Huamancantac para ejemplificar lo anterior mencionado. Más concretamente, el texto exhibe lo siguiente: 

«Otros dizen tener por morada las almas en la otra vida la guaca que en esta adoraron en particular una que esta en una isla que esta seis leguas la mar adentro, llamada Vuamancantac adonde son llevados de unos lobos marinos muy negros que en aquel paraje ay abundancia y creen esto con tantas veras que tienen por grave pecado matar los tales lobos que en su lengua materna llaman Tumi.»

Según la anterior descripción, se piensa que la isla de Huamancantac pudo tratarse de la isla Mazorca, la cual está ubicada a unos 33 km (seis leguas) al sur de la ciudad de Huacho, perteneciente al archipiélago conocido como Grupo de Huaura.

### La extracción del guano
Dentro de la fuente del Archivo de la Compañía de Jesús, se puede encontrar más detalles acerca del proceso de obtención del guano. Al respecto, dicho escrito expone la siguiente información: 

«Tenian por principal santuario a Guaman Cantac, la ysla de que se hizo mension y assi para y ralla la primera vez que uno yba se preparaban con largos aiunos y en saliendo del puerto le ofrecían el primer sacrificio de chicha y otras cossas, el segundo en otra ysleta que llaman la ventilla (porque paran allí para aquel effecto) y el tercero al pie de la misma ysla. Luego el hechizero haze el principal sacrificio y les manda que no hablen sino en su lengua materna ni escupan por reverencia y que también se abstengan decir Jesus. Acabado el sacrificio y cargada la balsa de estiércol de pajaros marinos (que es el fin a que van de que ay allí gran abundancia) vuelven a tierra donde les aguardan las viejas con agua caliente en ollas nuevas y con ella y unos pelotillas de algodon lavan todo el cuerpo del que de nuevo fue a la isla porque no le quede nada del polvo divino que de la guaca trajo y todos los que allí se hallan baylan, beben, cantan e invocan a la guaca toda la noche, persuadidos a que si duermen (aunque sea muy poco) lo pagaran con la vida y después este que fue la primera vez ayuna diez días y esta ayuno an moderado de pocos años a esta parte que solia ser de seis y de diez meses.»